# Włodzimierz Zawadzki
Włodzimierz Jan Zawadzki (Polany, 28 de septiembre de 1967) es un deportista polaco que compitió en lucha grecorromana.
Participó en cuatro Juegos Olímpicos de Verano, obteniendo una medalla de oro en Atlanta 1996, en la categoría de 62 kg, y ocupando el cuarto lugar en Barcelona 1992,  el 19.º lugar en Sídney 2000 y el 16.º en Atenas 2004.
Ganó 4 medallas en el Campeonato Mundial de Lucha entre los años 1994 y 2002, y 4 medallas en el Campeonato Europeo de Lucha entre los años 1991 y 2001.

## Palmarés internacional
| Juegos Olímpicos   | Juegos Olímpicos         | Juegos Olímpicos  | Juegos Olímpicos |
| Año                | Lugar                    | Medalla           | Categoría        |
| ------------------ | ------------------------ | ----------------- | ---------------- |
| 1996               | Atlanta (Estados Unidos) | Medalla de oro    | 62 kg            |
| Campeonato Mundial |                          |                   |                  |
| Año                | Lugar                    | Medalla           | Categoría        |
| 1994               | Tampere (Finlandia)      | Medalla de bronce | 62 kg            |
| 1995               | Praga (República Checa)  | Medalla de plata  | 62 kg            |
| 1997               | Breslau (Polonia)        | Medalla de bronce | 63 kg            |
| 2002               | Moscú (Rusia)            | Medalla de plata  | 60 kg            |
| Campeonato Europeo |                          |                   |                  |
| Año                | Lugar                    | Medalla           | Categoría        |
| 1991               | Aschaffenburg (Alemania) | Medalla de oro    | 62 kg            |
| 1995               | Besanzón (Francia)       | Medalla de oro    | 62 kg            |
| 1999               | Sofía (Bulgaria)         | Medalla de oro    | 63 kg            |
| 2001               | Estambul (Turquía)       | Medalla de bronce | 63 kg            |